# まことにいい朝!
『まことにいい朝!』（まことにいいあさ）は、2003年3月31日から2007年9月28日までラジオ沖縄で放送されていたワイド番組である。当初は毎週月曜 - 金曜 9:00 - 12:00 （日本標準時）に放送されていたが、途中から11:55までの放送となり、最終的には11:50終了となった。

## 出演者

### パーソナリティ
- こいそまこと（ラジオ沖縄アナウンサー）

### ラジオカーリポーター
- 玉城愛
- 城間有沙
- 川満杏梨
- 前仲美由紀
- 金城奈々絵

## タイムテーブル
2004年2月時点でのデータを記載。
- 9:000 オープニング
- 9:100 社長の目・社員の目（火曜）
- 9:150 リクエスト
- 9:200 ラジオカーリポート
- 9:350 テレマートラジオショッピング
- 9:450 美と健康のおしゃれトーク
- 10:00 ニュース・天気予報
- 10:05 血液センター便り
- 10:15 街角リクエスト
- 10:20 純喫茶・谷村新司（文化放送製作）
- 10:45 テレマートラジオショッピング
- 10:55 リクエスト
- 11:00 テレフォン人生相談（ニッポン放送製作）
- 11:20 EMオアシス
- 11:30 ランチリクエスト
- 11:45 まことにいい唄